# Đức Bảo
Đức Bảo (tiếng Tráng: Dwzbauj, chữ Hán giản thể:德保县, Hán Việt: Đức Bảo huyện, bính âm: Débǎo Xiàn), là một huyện thuộc thành phố cấp địa khu Bách Sắc của khu tự trị dân tộc Choang Quảng Tây, Trung Quốc. Huyện này có diện tích là 2.575 km², dân số 350.800 người(2010), người Tráng chiếm 97,82%. Đức Bảo giáp huyện Điền Dương, đông giáp huyện Điền Đông, huyện Thiên Đẳng (thuộc địa cấp thị Sùng Tả), tây và nam giáp với huyện Tĩnh Tây. Huyện này có nguồn mỏ nhôm phong phú và ngành khai thác mỏ nhôm đã thành một ngành công nghiệp hàng đầu của huyện này.